# Grischa Niermann
Grischa Niermann (Hannover, 3 novembre 1975) è un dirigente sportivo ed ex ciclista su strada tedesco. Professionista dal 1996 al 2012, dal 2013 è direttore sportivo per formazioni olandesi.

## Carriera
Passato professionista nel 1996 con il team Die Continentale-Olympia, gareggiò poi per quattordici stagioni consecutive, dal 1999 al 2012, con la formazione olandese Rabobank. In carriera ottenne sette vittorie: una tappa alla Volta ao Algarve, una tappa e la classifica generale della Hessen-Rundfahrt nel 1998, una tappa e la classifica generale del Regio-Tour nel 1999, il Giro della Bassa Sassonia nel 2001 e una tappa al Regio-Tour nel 2008. Partecipò inoltre a nove edizioni del Tour de France, a cinque della Vuelta a España e a tre del Giro d'Italia, oltre a cinque edizioni dei campionati del mondo Elite.
All'inizio della stagione 2013, dopo l'addio alle competizioni, è divenuto direttore sportivo per il Rabobank Development Team, squadra olandese di categoria Continental. Nel 2017 assume la carica per la formazione maggiore, il Team Lotto NL-Jumbo.

## Palmarès
- 1998

4ª tappa Volta ao Algarve
5ª tappa, 2ª semitappa Hessen-Rundfahrt (Braunfels > Wetzlar, cronometro)
Classifica generale Hessen-Rundfahrt
- 1999

2ª tappa Regio-Tour (Weil am Rhein > Müllheim)
Classifica generale Regio-Tour
- 2001

Classifica generale Giro della Bassa Sassonia
- 2008

4ª tappa Regio-Tour (Gundelfingen > Gundelfingen, cronometro)

### Altri successi
- 1996

Criterium di Velbert
- 2007

Nacht von Hannover
- 2008

Nacht von Hannover (derny)

## Piazzamenti

### Grandi Giri
- Giro d'Italia

2002: 22º
2005: 51º
2006: 55º
- Tour de France

2000: 24º
2001: non partito (17ª tappa)
2002: 51º
2003: 28º
2004: 65º
2007: 86º
2009: 54º
2010: 56º
2011: 71º
- Vuelta a España

1999: 33º
2006: 72º
2008: 30º
2010: 72º
2012: 103º

### Classiche monumento
- Liegi-Bastogne-Liegi

2010: 98º
- Giro di Lombardia

2005: 65º
2008: 60º
2009: 89º
2011: 50º

### Competizioni mondiali
- Campionati del mondo

Valkenburg 1998 - In linea: ritirato
Valkenburg 1998 - Cronometro: 21º
Verona 1999 - In linea: ritirato
Plouay 2000 - In linea: 88º
Lisbona 2001 - In linea: ritirato
Mendrisio 2009 - In linea: 79º